# Kefersteinia lehmannii
Kefersteinia lehmannii är en orkidéart som beskrevs av Pedro Ortiz Valdivieso. Kefersteinia lehmannii ingår i släktet Kefersteinia och familjen orkidéer. Inga underarter finns listade i Catalogue of Life.